# 泰奧薩 (印第安納州)
泰奧薩（英語：Tiosa）是位於美國印地安納州富爾頓縣的一個非建制地區。該地的面積和人口皆未知。